# Hans Oosters
Johan Herman (Hans) Oosters (Gouda, 22 augustus 1962) is een Nederlands jurist, politicus en bestuurder. Hij is lid van de PvdA. Sinds 1 februari 2019 is hij commissaris van de Koning in de provincie Utrecht.

## Maatschappelijke en politieke carrière
Oosters studeerde van 1982 tot 1987 staats- en bestuursrecht aan de Erasmus Universiteit Rotterdam. In 1987 ging hij werken bij de Vereniging van Nederlandse Gemeenten (VNG) als beleidsmedewerker onderwijs en cultuur en datzelfde jaar werd hij namens de PvdA lid van de gemeenteraad en fractievoorzitter in Gouda.

## Burgemeester en dijkgraaf
Oosters eindigde als secretaris van de directieraad bij de VNG tot hij van 1 september 2000 tot 1 september 2005 burgemeester was van Bergambacht. Van 16 september 2004 tot 1 februari 2005 was hij tevens waarnemend burgemeester van Ouderkerk. Van 1 september 2005 tot 1 februari 2019 was hij dijkgraaf van het Hoogheemraadschap van Schieland en de Krimpenerwaard. Van 2015 tot 2019 was hij voorzitter van de Unie van Waterschappen.

## Commissaris van de Koning
In september 2018 is Oosters door Provinciale Staten van de provincie Utrecht voorgedragen als commissaris van de Koning. In oktober 2018 heeft de ministerraad besloten hem voor te dragen voor benoeming bij koninklijk besluit per 1 februari 2019.
Op 23 januari 2019 werd Oosters hiertoe beëdigd door de koning. Op 1 februari 2019 volgde zijn installatie tijdens een bijzondere vergadering van Provinciale Staten.

## Nevenfuncties
Oosters was tot december 2020 lid van de raad van commissarissen van de HVC Groep, een afvalverwerkingsbedrijf, en tot oktober 2022 voorzitter van de raad van toezicht van Pieter van Foreest, een zorginstelling gevestigd in Delft. Hij is voorzitter van de voedselbank IJssel en Lek en voorzitter van het algemeen bestuur van de Federatie Ruimtelijke Kwaliteit.

## Privéleven
Oosters is getrouwd en heeft drie kinderen.
- International Standard Name Identifier: 0000 0003 9420 7899
- Nederlandse Thesaurus van Auteursnamen: 152490450
- Virtual International Authority File: 288688605
- WorldCat: E39PBJvt6gdHXmTyHjc7TkVgrq